# Distretto di Con Dao
Il distretto di Con Dao (vietnamita: Côn Đảo) è un distretto (huyện) del Vietnam che nel 2019 contava 8.827 abitanti.
Occupa una superficie di 75 km² nella provincia di Ba Ria-Vung Tau. Ha come capitale So Muoi.
All'interno del distretto si trova il Parco nazionale di Con Dao.

## Storia
Il nome del distretto deriva da quello dell'arcipelago di isole della provincia di Ba Ria-Vung Tau in cui si trova, l'arcipelago di Con Dao, la cui isola principale è l'isola di Con Son. Queste isole fanno da sfondo alla storia del Vietnam: prima del XX secolo erano note come isole di Con Lon (Côn Lôn), famose per la prigione istituita durante il periodo del colonialismo francese, e chiusa solo nel 1975. L'attuale nome è stato ufficializzato nel 1977 al Congresso della Repubblica Socialista del Vietnam.